# Nokia 7380
Nokia 7380 — стільниковий телефон фірми Nokia, випущений у 2005 році як частина колекції L'Amour разом із моделями 7360 , 7370 , 7373 та 7390. Відноситься до лінійки телефонів «мода і стиль». Була розроблена в Центрі дизайну Nokia у Каліфорнії і відрізняється від більшості телефонів наявністю сенсорної навігаційної клавіші, яка не схожа на стандартну для телефонів того часу клавіатуру та функціонує подібно до сенсорного навігаційного колеса iPod. Дисплей телефону також є нестандартним, розміром приблизно 1,5 см на 3 см.

## Характеристика
Зовнішній вигляд моделі надзвичайно незвичайний, вона схожа на невеликий прямокутний брусок, успадкувавши стиль Nokia 7280 зі схожими механізмами використання. У неї відсутня клавіатура, а для керування використовується диск, що обертається. Відмінною особливістю є гладка дзеркальна поверхня на лицьовій панелі, під якою знаходиться кольоровий дисплей, не видимий з вимкненим підсвічуванням. На лівому боці знаходиться роз'єм для SIM-картки, оскільки користувач не має доступу до акумулятора, він вмонтований у телефон. Місткість літій-іонного акумулятора становить 700 мАг (BL-8N). За заявою виробника батарея забезпечує до 240 годин роботи у режимі очікування та до 3 годин у режимі розмови.
Замість клавіатури передбачений диск, що обертається як за годинниковою стрілкою, так і у зворотному напрямку. Таким чином здійснюється навігація (тобто переміщення по пунктах і вибір потрібних функцій в меню). Щоб набрати номер, вибрати користувачів з телефонної книги або написати SMS-повідомлення необхідно повертати диск побуквенно або поциферно. Крім диска присутні ще п'ять клавіш: одна знаходиться в центрі «крутильної» кнопки — це «ОК», плюс до того дві софт-клавіші і дві кнопки «Прийняти виклик» і «Покласти трубку». Крім того виробник відмовився від використання ІЧ-порту, залишивши лише Bluetooth.
Nokia 7380 має 2-мегапіксельну камеру, до 52 МБ вбудованої пам'яті (нерозширюваної), FM-радіо, Bluetooth, підключення до Pop-Port та інше.